# Ahmed Abou El-Fotouh
Ahmed Mohamed Abou El-Fotouh (ar. أحمد أبو الفتوح; ur. 22 marca 1998) – egipski piłkarz grający na pozycji lewego obrońcy. Jest wychowankiem klubu Zamalek SC.

## Kariera klubowa
Swoją piłkarską karierę El-Fotouh rozpoczął w klubie Zamalek SC. Latem 2016 został z niego wypożyczony do ENPPI Club, w którym zadebiutował w pierwszej lidze egipskiej. W 2017 wrócił do Zamaleku. Wraz z Zamalekiem wywalczył mistrzostwo Egiptu w sezonie 2020/2021 oraz wicemistrzostwo w sezonie 2018/2019. Zdobył też dwa Puchary Egiptu w sezonach 2017/2018 i 2018/2019. 
Na początku 2019 El-Fotouh został wypożyczony z Zamaleku do Smouhy SC, w której zadebiutował 20 lutego 2019 w przegranym 1:2 domowym meczu z Al Mokawloon Al Arab. W zespole Smouhy grał przez półtora roku.
| Sezon   | Klub       | Kraj  | Rozgrywki                   | Mecze | Gole |
| ------- | ---------- | ----- | --------------------------- | ----- | ---- |
| 2016/17 | ENPPI Club | Egipt | Ad-Dauri al-Misri al-Mumtaz | 5     | 0    |
| 2016/17 | Zamalek SC | Egipt | Ad-Dauri al-Misri al-Mumtaz | 10    | 0    |
| 2017/18 | Zamalek SC | Egipt | Ad-Dauri al-Misri al-Mumtaz | 11    | 0    |
| 2018/19 | Zamalek SC | Egipt | Ad-Dauri al-Misri al-Mumtaz | 7     | 0    |
| 2018/19 | Smouha SC  | Egipt | Ad-Dauri al-Misri al-Mumtaz | 7     | 0    |
| 2019/20 | Smouha SC  | Egipt | Ad-Dauri al-Misri al-Mumtaz | 26    | 0    |
| 2020/21 | Zamalek SC | Egipt | Ad-Dauri al-Misri al-Mumtaz | 27    | 1    |

## Kariera reprezentacyjna
W 2020 roku El-Fotouh był w kadrze Egiptu na Igrzyska Olimpijskie w Tokio. W reprezentacji Egiptu zadebiutował 26 marca 2019 w przegranym 0:1 towarzyskim meczu z Nigerią, rozegranym w Asabie. W 2022 roku został powołany do kadry na Puchar Narodów Afryki 2021. Na tym turnieju rozegrał pięć meczów: grupowy z Nigerią (0:1), w 1/8 finału z Wybrzeżem Kości Słoniowej (0:0, k. 5:4), ćwierćfinałowy z Marokiem (2:1 po dogrywce), półfinałowy z Kamerunem (0:0, k. 3:1) i finałowy z Senegalem (0:0, k. 2:4).